# Divizia A 1995-1996
La Divizia A 1995-1996 è stata la 78ª edizione della massima serie del campionato di calcio rumeno, disputato tra il 12 agosto 1995 e il 20 aprile 1996 e concluso con la vittoria finale della Steaua București, al suo diciottesimo titolo e quarto consecutivo.
Capocannoniere del torneo fu Ion Vlădoiu (Steaua București), con 25 reti.

## Formula
Come nella stagione precedente le squadre partecipanti furono 18 e disputarono un turno di andata e ritorno per un totale di trentaquattro partite.
Le ultime due classificate retrocedettero in Divizia B.
Le qualificate alle coppe europee furono sei: la vincente alla UEFA Champions League 1996-1997, seconda e terza alla Coppa UEFA 1996-1997, la vincente della coppa di Romania alla coppa delle Coppe 1996-1997 più altre due squadre alla Coppa Intertoto 1996.

## Classifica finale
|    | Classifica            | G  | V  | N | P  | GF | GS | Dif | Pt |
| -- | --------------------- | -- | -- | - | -- | -- | -- | --- | -- |
| 1  | Steaua București      | 34 | 21 | 8 | 5  | 79 | 30 | +49 | 71 |
| 2  | Național București    | 34 | 18 | 6 | 10 | 60 | 44 | +16 | 60 |
| 3  | Rapid București       | 34 | 18 | 5 | 11 | 59 | 33 | +26 | 59 |
| 4  | Universitatea Craiova | 34 | 17 | 6 | 11 | 45 | 30 | +15 | 57 |
| 5  | Dinamo București      | 34 | 15 | 7 | 12 | 40 | 37 | +3  | 52 |
| 6  | Petrolul Ploiești     | 34 | 16 | 3 | 15 | 44 | 38 | +6  | 51 |
| 7  | Politehnica Timișoara | 34 | 14 | 7 | 13 | 58 | 47 | +11 | 49 |
| 8  | Farul Constanța       | 34 | 15 | 4 | 15 | 56 | 49 | +7  | 49 |
| 9  | U Cluj                | 34 | 14 | 6 | 14 | 41 | 40 | +1  | 48 |
| 10 | FC Brașov             | 34 | 13 | 7 | 14 | 38 | 60 | -22 | 46 |
| 11 | Gloria Bistrița       | 34 | 14 | 3 | 17 | 41 | 38 | +3  | 45 |
| 12 | FCM Bacău             | 34 | 15 | 0 | 19 | 40 | 58 | -18 | 45 |
| 13 | Oțelul Galați         | 34 | 14 | 3 | 17 | 42 | 46 | -4  | 45 |
| 14 | Sportul Studențesc    | 34 | 12 | 7 | 15 | 33 | 35 | -2  | 43 |
| 15 | Ceahlăul Piatra Neamț | 34 | 13 | 4 | 17 | 34 | 46 | -12 | 43 |
| 16 | FC Argeș Pitești      | 34 | 12 | 6 | 16 | 39 | 52 | -13 | 42 |
| 17 | Inter Sibiu           | 34 | 10 | 7 | 17 | 29 | 48 | -19 | 37 |
| 18 | Politehnica Iași      | 34 | 9  | 3 | 22 | 27 | 74 | -47 | 30 |

### Verdetti
- Steaua București Campione di Romania 1995-96.
- Inter Sibiu e Politehnica Iași retrocesse in Divizia B.

### Qualificazioni alle Coppe europee
- UEFA Champions League 1996-1997: Steaua București ammesso al turno preliminare.
- Coppa UEFA 1996-1997: Național București e Rapid București ammesse al secondo turno preliminare.
- Coppa Intertoto 1997: Universitatea Craiova e Dinamo București ammesse al primo turno.